# Le Voyageur de la peur
Pour plus de détails, voir Fiche technique et Distribution.
Le Voyageur de la peur (Paura nel buio) est un giallo américano-italien d'Umberto Lenzi, sorti en 1989.

## Fiche technique
Sauf indication contraire, les informations mentionnées dans cette section peuvent être confirmées par la base de données cinématographiques IMDb,  présente dans la section « Liens externes ».
- Titre original italien : Paura nel buio[2]
- Titre français : Le Voyageur de la peur[3]
- Titre anglais : Hitcher in the Dark
- Réalisation : Umberto Lenzi (sous le nom de « Humbert Humphrey »)
- Scénario : Olga Pehar, Joe D'Amato
- Photographie : Jerry Phillips
- Montage : Kathleen Stratton
- Musique : Carlo Maria Cordio
- Sociétés de production : Filmirage
- Pays de production :  Italie -  États-Unis
- Langue originale : anglais
- Format : Couleurs - Son Dolby - 35 mm
- Genre : Giallo, thriller psychologique
- Durée : 95 minutes[2]
- Date de sortie :
  - Italie : 1989

## Distribution
- Joe Balogh : Mark Glazer
- Josie Bissett : Daniela Foster
- Jason Saucier : Kevin
- Robin Fox : Le père de Mark
- Thomas Mitchell : L'homme baraqué dans la boutique
- Fay W. Edwards : Miss Baker, la secrétaire
- Tom Schultheis : Le premier agent de police
- Sandra Parker : La dame de Toyota
- Gary Wade Morton : Le second agent de police
- Dan Smith : L'homme à la Pontiac
- Michael Lewis : Le journaliste
- Charlie Edwards : Le premier motard
- Fred Bittner : Le second motard
- Julia Howards : L'amie de Kevin
- Sashin Sardot : La première fille
- Erika Smith : La seconde fille
- Todd Livingston : Le voleur
- Oralee Sanders : L'auto-stoppeur
- Mel Davis